# Lindsay Barrett
Lindsay Barrett, född 15 september 1941 i Lucea, är en jamaicansk journalist, författare och fotograf. Lindsay Barrett är far till den nigerianske författaren A. Igoni Barrett.